# Z3 (컴퓨터)
Z3는 콘라트 추제가 설계한 전기기계식 컴퓨터이다. 세계 최초의 작동 가능한, 프로그래밍 가능한, 완전 자동 디지털 컴퓨터이다. Z3은 2,000개의 전자계전기를 갖추고 있으며, 약 5~10 헤르츠의 클럭 주파수로 동작하는 22비트 워드 길이를 구현하고 있다. 프로그램 코드와 상수 데이터는 천공 필름에 저장되었다.
Z3는 1941년 베를린에서 완성되었다. 독일 항공우주 센터는 이 컴퓨터를 사용하여 윙 플러터의 통계적 분석을 수행하였다. 추제는 전자계전기를 완전 전기 스위치로 대체하기 위해 독일 정부에 자금 조달을 요청했으나, 이러한 개발이 "전쟁에 중요하지 않다."고 간주되어 제2차 세계 대전 기간 중 자금 조달은 거절되었다. 오리지널 Z3는 베를린 공습 기간인 1943년 파괴되었다. Z3는 원래 V3(Versuchsmodell 3 ← 실험 모델 3)로 불렸으나 독일의 보복무기와 혼동되지 않도록 이름이 변경되었다. 완전히 기능하는 모형은 1960년대에 추제의 기업, 추제 KG에 의해 제조되었고, 뮌헨의 국립 독일 박물관에 영구 전시되었다. Z3는 1998년 원론적으로 튜링 완전을 위해 시연되었다.
본 기계와 그 이전 작들에 의해 콘라트 추제가 이 컴퓨터의 발명가로 종종 간주된다.

## 같이 보기
- 컴퓨터의 역사
- 역폴란드 표기법